# کامران باختر
کامران باختر (زاده ۱۳۲۵ – درگذشته ۱۸ خرداد ۱۳۹۵) بازیگر سینما اهل ایران بود.
محمدعلی باختر که به عنوان کامران باختر مشهور بود، متولد سال ۱۳۲۵ در تهران بود و سال ۱۳۴۷، با فیلم «گردش روزگار» کار قدرت‌الله بزرگی وارد عرصه بازیگری شد. از جمله آثاری که در آن‌ها ایفای نقش کرده می‌توان به فیلم‌های «فرش باد»، «سگ‌کشی»، «جهنم سبز»، «تیغ و ابریشم»، «مجازات»، «بلوف»، «افعی»، «طعمه»، «ردپای گرگ» و… اشاره کرد. کامران باختر سابقه حضور در عرصه تئاتر را نیز داشت و در نمایش‌های مختلفی همچون «آسد کاظم» به ایفای نقش پرداخت. به دلیل ناراحتی کلیوی در بیمارستان هاشمی‌نژاد بستری بود، صبح ۱۸ خردادماه درگذشت.

## بازیگر
- اشک و سکوت (۱۳۹۰)
- سگ‌کشی (۱۳۷۹)
- جهنم سبز (۱۳۷۴)
- گارد ویژه (۱۳۷۴)
- آرایش مرگ (۱۳۷۳)
- مجازات (۱۳۷۳)
- بلوف (۱۳۷۲)
- پادزهر (۱۳۷۲)
- پرتگاه (۱۳۷۲)
- ضربه طوفان (۱۳۷۲)
- افعی (۱۳۷۱)
- طعمه (۱۳۷۱)
- ردپای گرگ (۱۳۷۱)
- تیغ و ابریشم (۱۳۶۴)
- دانه‌های گندم (۱۳۵۹)
- مرگ در باران (۱۳۵۳)
- بوسه بر لبهای خونین (۱۳۵۲)
- شیخ صالح (۱۳۵۲)
- صخره سیاه (۱۳۵۲)
- طاهر (۱۳۵۲)
- کیفر (فیلم ۱۳۵۲) (۱۳۵۲)
- باشرف‌ها (۱۳۵۱)
- شهر آفتاب (۱۳۵۱)
- شیر بها (۱۳۵۱)
- قدیر (۱۳۵۱)
- خوشگل محله (۱۳۵۰)